# そよ風の誘惑
「そよ風の誘惑」（そよかぜのゆうわく、Have You Never Been Mellow）は、オリビア・ニュートン＝ジョンの楽曲。同名のアルバム『そよ風の誘惑 (Have You Never Been Mellow)』のタイトル曲として吹き込んだ、ポピュラー音楽の楽曲。

## 経緯
1975年3月、この曲のシングルは、ニュートン＝ジョンの前作に続いて2作連続でアメリカ合衆国のBillboard Hot 100の首位に達し、『ビルボード』誌の Hot Adult Contemporary Tracks のチャートでも首位に立った。また、この曲は、カントリーのチャートである Hot Country Singles 3位まで上昇し、ニュートン＝ジョンが引き続き、ジャンルを超えたクロスオーバーのアーティストであることを示した。
この曲によって、ニュートン＝ジョンはグラミー賞の最優秀女性カントリー・ヴォーカル・パフォーマンス賞にノミネートされた。
アメリカ合衆国では、ニュートン＝ジョンにとって4作連続で百万枚以上を売り上げ、ゴールドディスクに認定されたシングルとなった。「そよ風の誘惑」はカナダでもチャートの首位に立ち、オーストラリアでは最高10位、日本では最高26位まで上昇したが、その以外の地域ではヒットには至らず、イギリスではまったくチャート入りしなかった。
歌詞に現在完了形が多用されている。
日本においては、カスタマーセンター等でPBXとつなげられた電話保留音源装置の音源の一つとしてこの曲のインストルメンタル・アレンジが使用され、採用率の高さから認知度がある。また、2015年にはJR西日本「おとなび」のCMソングとして起用された。

## チャート
| チャート（1975年）                            | 最高位 |
| --------------------------------------------- | ------ |
| U.S. Billboard Hot Country Singles            | 3      |
| U.S. Billboard Hot Adult Contemporary Tracks  | 1      |
| U.S. Billboard Hot 100                        | 1      |
| Canadian RPM Country Tracks                   | 1      |
| Canadian RPM Adult Contemporary Tracks        | 1      |
| Canadian RPM Top Singles                      | 1      |
| Australian Kent Music Report                  | 10     |
| Recording Industry Association of New Zealand | 9      |
| 日本：オリコンチャート（シングル）            | 26     |

## 収録曲
| #  | タイトル                                     | 作詞・作曲     | 編曲       |
| -- | -------------------------------------------- | -------------- | ---------- |
| 1. | 「そよ風の誘惑」(Have You Never Been Mellow) | John Farrar    | John Fiddy |
| 2. | 「哀しみの架け橋」(Water Under the Bridge)   | Petrina Lordan | John Fiddy |

## カバー
アイザック・ヘイズとディオンヌ・ワーウィックの1977年のライブ・アルバム『A Man and a Woman』に収録。
2007年のブロードウェイ・ミュージカル『Xanadu』の一部に用いられた。
ニュートン＝ジョンが後に出したシングル「ザナドゥ」とともに、ビデオゲーム『Dance Dance Revolution』シリーズに、The Olivia Project によるリミックス・バージョンが用いられている。
オランダのバンド、Party Animals は、1996年のヒット作「Have You Ever Been Mellow」の中で、この曲をサンプリングした。このバージョンは、オランダのシングルチャートで首位に達した。
パンク・バンド、The Feederz は、1984年のデビュー・アルバム『Ever Feel Like Killing Your Boss?』でこの曲をカバーした。また別のパンク・バンドである Nip Drivers も、この曲をカバーしている。
オーストラリアの歌手ジェイムズ・レインは、「Mellow」というタイトルでこの曲をカバーし、2004年のアルバム『Speedboats for Breakfast』に収録した。彼のバージョンは、パンクに影響された騒々しいものである。ちなみに、レインとニュートン＝ジョンは、1980年代後半から1990年代はじめにかけて、同じマネジメント事務所に所属しており、ニュートン＝ジョンは、レインのソロ・デビュー・アルバムにバッキング・ボーカルとして参加している。
ベルギーのリキッド・ドラムンベースのミュージシャンであるネットスカイ（Hospital Records）は、テリー・ペイス (Terri Pace) のボーカルで、「Mellow」を制作した。
ミー・ファースト・アンド・ザ・ギミー・ギミーズは、オーストラリアの楽曲のカバー集である2011年のEP『Go Down Under』で、この曲を取り上げた
フランス語によるカバーをA面に収めたニコル・リユの1975年のシングルは、「Ma maison au bord de l'eau」（「水辺の私の家」といった意味）と題された。
2001年、日本の歌手、声優である田中理恵は、この曲を英語で歌い、アルバム『garnet』に収録した。ニュートン＝ジョンのオリジナル・バージョンは、1975年に日本でも大ヒットとなっていた。
2009年、日本のロックバンド BIGMAMA は、シングル「ダイヤモンドリング」の2曲目として、この曲をカバーした。

### 日本語による歌唱
1986年、日本の歌手、椎名恵は、自作の日本語詞により「愛は眠らない」という曲名で、この曲をカバーした。「愛は眠らない」はテレビドラマ『花嫁衣裳は誰が着る』の主題歌であった。
| #  | タイトル                                     | 作詞・作曲                       | 編曲   |
| -- | -------------------------------------------- | -------------------------------- | ------ |
| 1. | 「愛は眠らない」(Have You Never Been Mellow) | John Farrer （日本語詞：椎名恵） | 戸塚修 |
| 2. | 「SADDY BAR」                                | 椎名恵                           | 戸塚修 |